# Gjallarhorn
Gjallarhorn [Гьяллархорн] — музыкальный коллектив, играющий этническую музыку, уходящую своими корнями в народную музыку Финляндии. Квартет был образован в 1994 году. В творчестве группы находят отражение древние традиции народной музыки Скандинавии со средневековыми балладами, менуэтами, молитвами и исландскими римами.
Группа была образована в Южной Остроботнии, шведоязычной области на западном побережье Финляндии, одной из четырёх областей исторической провинции Остроботнии и единственной области в Финляндии за пределами Аландских островов, где больше людей говорит по-шведски, чем по-фински. В состав вошли: Jenny Wilhelms, Christopher Öhman (альт, мандола) и Jacob Frankenhaeuser (диджериду). Группа начинала как трио, но стала квартетом с перкуссией в 1996 году.
В 1997 году вышел дебютный альбом Ranarop. С 1998 года группа начала активно гастролировать и выступать на международных фестивалях джаза и фолка. Gjallarhorn проводили турне по Европе, США, Австралии, Новой Зеландии, Канаде и Японии.
Второй альбом Sjofn был выпущен в 2000 году, и спустя два года за ним последовал Grimborg, который в 2003 году был награждён французской премией Академии Шарля Кро, а сама группа за музыкальные достижения была номинирована на премию Северного совета.
В 2004 году группа провела турне в честь 10-летнего юбилея, а Шведский культурный фонд Финляндии выбрал Gjallarhorn с Дженни Вильгельм для ежегодной почётной награды.
В 2005 году группа начала работать над новым материалом. Четвёртый альбом Rimfaxe был выпущен в 2006 году. Он был сведён в США Брюсом Суэдьеном.

## Состав
- Sebastian Åberg — перкуссия (с 2006)
- Adrian Jones — альт, мандола, калимба (с 2000)
- Göran Månsson — флейта, блокфлейта, субконтрабас-флейта (с 2005)
- Jenny Wilhelms — вокал, фидель, хардингфеле (с 1994)
- Martin Kantola — звукозапись (с 1996)

### Бывшие участники
- Jakob Frankenhaeuser — диджериду (1994—1996)
- David Lillkvist — перкуссия (1996—2002)
- Tommy Mansikka-Aho — диджериду, slideridoo, варган (1996—2004)
- Christopher Öhman — альт, мандола (1994—2000)
- Sara Puljula — перкуссия (2002—2003)
- Petter Berndalen — перкуссия (2004—2006)

## Дискография
- Ranarop (1997, переиздан в 2002)
- Sjofn (2000)
- Grimborg (2002)
- Rimfaxe (2006)